# Omar Mollo
Omar Mollo (Pergamino, Buenos Aires, 21 de septiembre de 1950) es un cantante, compositor, intérprete y guitarrista de tango, folklore y rock argentino.

## Biografía
Omar Mollo nació en la ciudad de Pergamino. A la edad de siete años, comenzó cantando folklore y tango en su ciudad natal. Su hermano menor es el también músico Ricardo Mollo, ex Sumo y líder de Divididos.

### Carrera con MAM
Después de tocar en algunas efímeras bandas como Año Bisiesto y La Roca, Mollo formó Mente, Alma, Materia o también conocidos como MAM en 1976, con una orientación al rock pesado. El cuarteto se completaba con su hermano Ricardo (guitarra), Raúl Lagos (bajo y voz) y Juan Domingo Rodríguez (batería). Si bien participaron en varios festivales de relativa importancia, nunca lograron congregar un público propio más allá de los reductos underground. Se separaron en 1980 sin dejar un trabajo discográfico oficial. Un año más tarde intentaron infructuosamente revivir la agrupación, pero en esta oportunidad integrados por los hermanos Omar y Ricardo Mollo, Diego Arnedo (quien también acompañaría a Ricardo en Sumo y Divididos) y Marco Pussineri en batería.
Casi veinte años pasaron y luego de algunas participaciones de Omar en algún que otro proyecto con su hermano en álbumes de compilaciones, decidió rearmar a MAM. Junto a Omar (guitarra, voz y coros), participaron Catriel Ciavarella (batería) y Sebastián Villegas (bajo). Editaron una placa en el año 1999 titulada Opción, en la cual participa Ricardo Mollo como músico invitado.

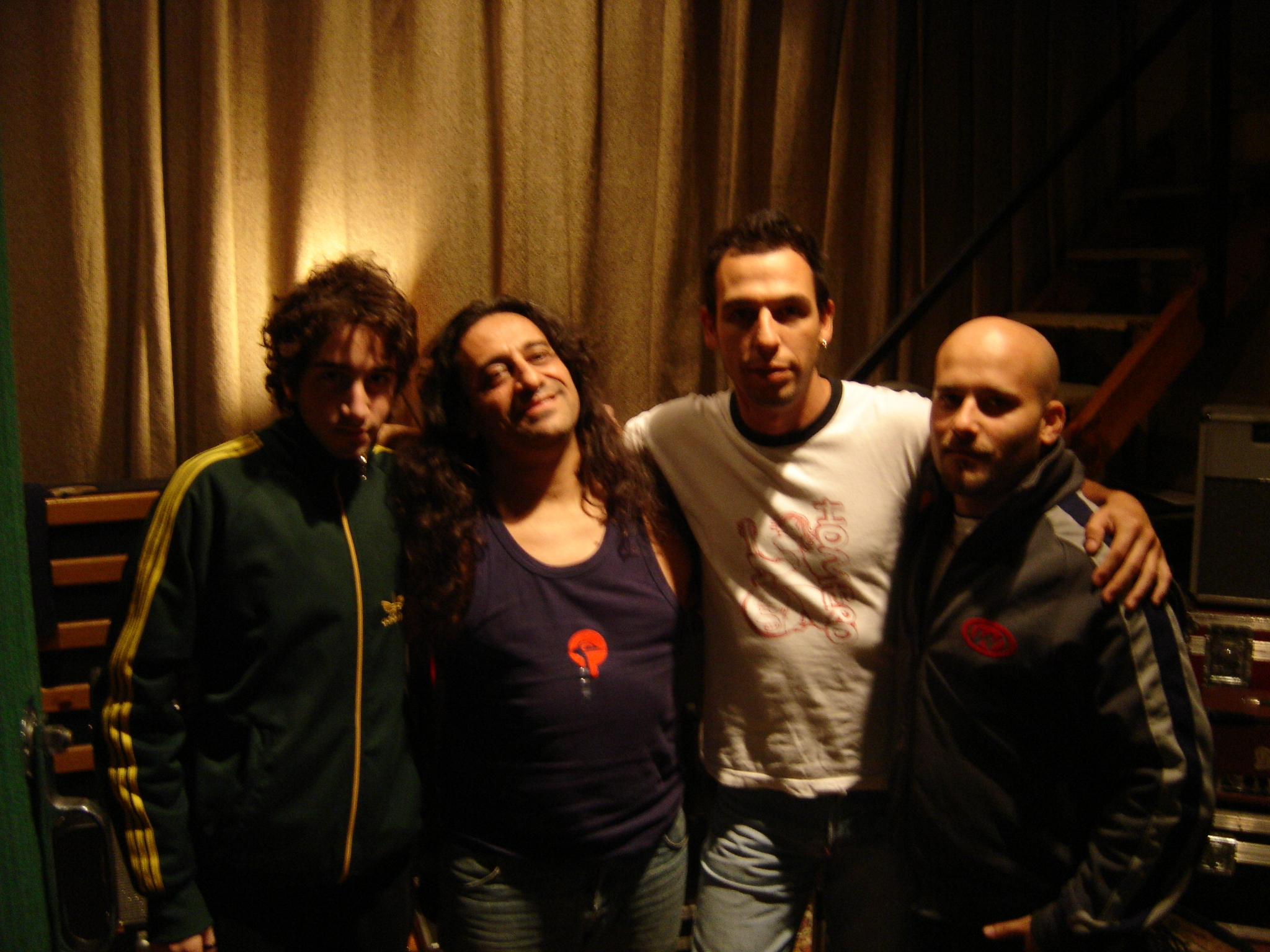
MAM en su última formación: Cotton, Mollo y Marino, junto con Piti Fernández (por entonces guitarrista de Los Piojos). Grabación del disco Lo Vés (2005).

En 2002, ingresa a la banda el bajista Adrián Marino,que permanece hasta la disolución definitiva de MAM, a fines de 2006, y fueron parte junto con Mollo de 3 formaciones distintas de la banda en esos años.
A principios de 2004, se presentaron en Buenos Aires, ante un repleto teatro ND Ateneo, junto al músico Lito Vitale y entre otras canciones que tocaron, presentaron la canción "Como Aprender", que quedó registrada en el programa televiso de Lito "Ese amigo del alma".
En marzo de 2004, ingresa el baterista Nicolás cotton, que junto con Mollo en guitarras, voz y coros, y Marino en bajo y coros, entran a grabar en los Estudios de grabación de David Lebón, "T.M.A", y editan Lo Vés en 2005, segundo y último disco de estudio de MAM, que fue presentando en el Teatro ND Ateneo, de Buenos Aires a fines de ese mismo año, y la placa fue producida por Daniel "Piti" Fernández (Los Piojos, La Franela) y Martín "Tucan" Bosa (Juana La Loca, Attaque 77, La Franela). El disco en sus 11 canciones, incluye el tema propio más emblemático de MAM, "Soy quien no ha de morir", que rápidamente se convirtió en su canción más reproducida en las plataformas digitales.
El estilo que MAM cultivó desde sus comienzos sigue vinculado al rock pesado, aunque con los ingredientes del funk y sonidos de los años 90s.

### Carrera solista
Sin embargo, la fascinación de Mollo por el tango, lo animó a interpretarlo hasta hacerlo definitivamente de forma profesional. Su primer trabajo, Omar Mollo Tango, obtuvo la nominación al Mejor Artista de Tango de los Premios Gardel de 2003 y la nominación al Premio Grammy. En 2005 recibió el Premio Konex como uno de los 5 mejores Cantantes Masculinos de Tango de la década 1995-2004. En 2006 editó Gola y en 2008 la placa Y que siga; discos nominados a los Premios Gardel.
Ganó el Premio Consagración (Festival de Baradero) y en los más importantes festivales de tango de Argentina. Su carrera enriqueció y trascendió en el extranjero, especialmente en países y principales ciudades del mundo como Holanda (Países Bajos); donde grabó dos discos, Tango Héroes y Compassion, también en Europa del Norte, Bélgica, Luxemburgo, Dublín, Galicia y Moscú. Actuó junto a Carel Kraayenhof, afamado bandoneonísta holandés y el Sexteto Canyengue, presentándose en grandes teatros, entre ellos el Concertgebouw junto a la sinfónica de Ámsterdam, en festivales de Tilburg, San Sebastián, Bélgica y Málaga.
En 2012, Mollo presenta Barrio sur, un nuevo material compuesto por trece canciones, entre ellas «Los ejes de mi carreta» de Atahualpa Yupanqui, «Muchacha ojos de papel», de Luis Alberto Spinetta, «Tango del diablo», de Andrés Ciro Martínez (líder del grupo Ciro y Los Persas); en el cual Ciro participa como invitado, y un tema compuesto por el mismo Omar Mollo, titulado «Para Gra».
Mollo ganó en los Premios Carlos Gardel, en la categoría Mejor Álbum artista masculino de tango en 2013 por su disco Barrio Sur.

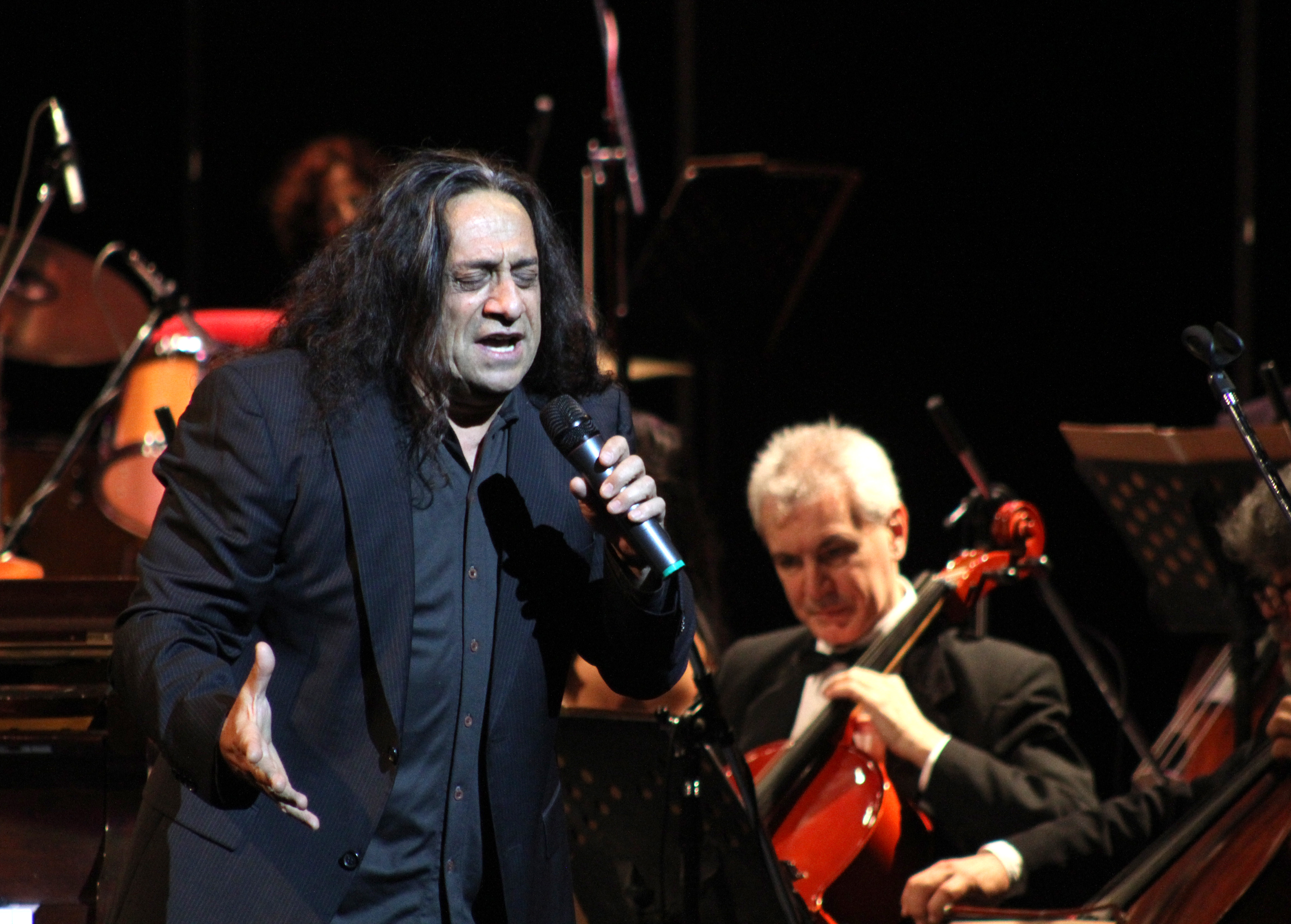
Omar Mollo en 2014.

En 2014, editó su quinto trabajo discográfico titulado Tangazos, el cual contiene versiones de clásicos del tango y la milonga.
En 2015 volvió a ser premiado por la Fundación Konex por segunda vez como uno de los 5 mejores Cantantes de Tango de la década en la Argentina, por lo que se lo considera como uno de los mejores por 2 décadas seguidas.
Hacia fines de 2015, lanza su último trabajo ...Tangamente, con un repertorio que incluye obras de José Dames/Homero Manzi, Aníbal Troilo/Enrique Cadícamo, Mariano Mores/José María Contursi, Atahualpa Yupanqui, Rubén Juárez/Cacho Castaña y Astor Piazzolla/Horacio Ferrer, entre otros. Omar interpreta los temas con su grupo estable compuesto por Diego Ramos en piano y arreglos, Federico Fernando Maiocchi en el contrabajo y Ernesto "Chino" Molina en bandoneón, con las guitarras de José Francisco "Pepe" Gutiérrez, Emilio Cossani y Jonatan Álvarez en «Tinta Roja» y «Cuando me hablan del destino». Como músicos invitados participan Carlos Cosattini en violín y Patricio Villarejo en chelo, con la participación especial de Luis Salinas en guitarra a dúo con Omar para hacer dos versiones de «Garúa» y «Luna Tucumana».
En mayo de 2016, Mollo comienza una nueva gira europea que lo mantuvo ocupado en distintos escenarios por unos cuatro meses. En 2019, se presentó en teatros de Bélgica, Alemania, Rusia, Portugal y la provincia de Holanda (en Países Bajos), este último es en donde reside desde el año 2014.
En 2020, regresa a la Argentina para presentarse en el Festival Nacional de Folklore de Cosquín, el 28 de enero. Curiosamente, fue uno de los pocos cantores de tangos en presentare en la toda la historia de festival.
El 15 de febrero de 2020, en el ND Teatro, en Buenos Aires, presenta su nuevo disco de tango, Embretao (2019), el cual esta nominado a los Premios Carlos Gardel, por mejor álbum de artista de tango.

## Discografía
- 1999: Opción - MAM (Mente, Alma y Materia)
- 2004: Lo vés - MAM (Mente, Alma y Materia)
- 2003: Omar Mollo Tango - Solista
- 2006: Gola - Solista
- 2008: Y que siga - Solista
- 2012: Barrio Sur - Solista
- 2014: Tangazos - Solista
- 2015: ...Tangamente - Solista
- 2017: Rescatados - Solista
- 2019: Embretao - Solista
- 2023: Manifiesto - Solista